# Cenotafio de Hong Kong
El Cenotafio de Hong Kong (en chino: 和平紀念碑) es un monumento de guerra, construido en 1923 y situado entre la Statue Square y el ayuntamiento en el distrito Central de Hong Kong, China que conmemora a los muertos en las dos guerras mundiales que sirvieron en Hong Kong en la Marina Real británica, el Ejército Británico y la Real Fuerza Aérea Británica. Construido en piedra, es una réplica casi exacta del Cenotafio de Whitehall en Londres, Reino Unido (diseñado por Sir Edwin Lutyens y revelado en 1920). Está catalogado como monumento en virtud de la ordenanza de antigüedades y monumentos.

## Historia
El Cenotafio fue presentado el 24 de mayo de 1923 (Día del Imperio) por el Gobernador Sir Reginald Edward Stubbs. Inicialmente construido para conmemorar a los muertos de la Primera Guerra Mundial, con las palabras "The Glorious Dead" (Los muertos gloriosos), las fechas 1939-1945 se agregaron más tarde para honrar a las víctimas de la Segunda Guerra Mundial y los caracteres chinos 英魂不朽浩氣長存 ("Que sus almas mártires sean inmortales, y sus nobles espíritus perduren") se agregaron en la década de 1970 para conmemorar a aquellos que perdieron la vida durante la invasión japonesa.
El 22 de noviembre de 2013, el cenotafio fue declarado monumento bajo la Ordenanza de Antigüedades y Monumentos.